# Distretto di Sina
Il distretto di Sina è uno dei cinque  distretti della provincia di San Antonio de Putina, in Perù. Si trova nella regione di Puno e si estende su una superficie di 163,43 chilometri quadrati.

Istituito il 2 maggio 1854, ha per capitale la città di Sina; al censimento 2007 contava 1.472 abitanti.